# Un cri dans l'océan
Pour plus de détails, voir Fiche technique et Distribution.
Un cri dans l'océan ou Émergence des Profondeurs au Québec (Deep Rising) est un film d'horreur américano-canadien réalisé par Stephen Sommers, sorti en 1998.
Malgré un accueil mitigé et des résultats décevants au box-office, il deviendra au fil des années un film culte,.

## Synopsis
Avec son mécanicien Joey Pantucci et Leila, le capitaine John Finnegan sillonne les mers et océans aux commandes du Saipan, une vieille vedette. Il loue fréquemment son navire à des contrebandiers et petits trafiquants, sans trop s'interroger sur les intentions de ses clients. Sa « mission » du moment est de conduire en mer de Chine méridionale une équipe de mercenaires dirigée par Hanover et composée de Mulligan, Mason, Billy, T-Ray, Mamooli et Vivo. La tension monte entre l'équipage et les mercenaires quand Joey découvre des bombes dans la cale. Ils ne tardent pas à découvrir la raison de la présence de leurs nouveaux passagers, un commando armé jusqu'aux dents. Leur but : investir, dévaliser et torpiller l'Argonautica, un luxueux navire de croisière. Ils abordent le navire mais le trouvent étrangement désert, hormis la présence d'une femme nommée Trillian St. James, emprisonnée sur le paquebot pour vol, et de quelques employés et membres d'équipage du Argonautica, dont son propriétaire Simon Canton. Ces derniers avertissent les mercenaires que quelque chose rôde dans les environs. Ils vont tous être confrontés à un « invité ».

## Fiche technique
Sauf indication contraire, les informations mentionnées dans cette section peuvent être confirmées par les bases de données cinématographiques IMDb et Allociné,  présentes dans la section « Liens externes ».
- Titre original : Deep Rising
- Titre français : Un cri dans l'océan
- Titre québécois : Émergence des profondeurs[3]
- Réalisation : Stephen Sommers
- Scénario : Stephen Sommers
- Musique : Jerry Goldsmith
- Direction artistique : Sandy Cochrane et Kevin Ishioka
- Décors : Holger Gross
- Costumes : Joseph A. Porro
- Photographie : Howard Atherton
- Son :  Rick Alexander, Frank Canonica, Tom E. Dahl, Patrick Dodd, Frank H. Griffiths, Douglas Murray, Terry O'Bright, Aaron Rochin, Leslie Shatz, Rob Young
- Montage : Bob Ducsay et John Wright
- Production : John Baldecchi (en) et Laurence Mark (en)
  - Production déléguée : Barry Bernardi
  - Production associée : Howard Ellis
  - Post-production : Mario Iscovich
- Sociétés de production :
  - États-Unis : Cinergi Pictures Entertainment, présenté par Hollywood Pictures
  - Canada : Calimari Productions
- Distribution : Buena Vista Pictures Distribution (États-Unis, Canada) ; Gaumont Buena Vista International (France) ; Belga Films et RCV Film Distribution (Belgique) ; Ascot Elite Entertainment Group (Suisse romande)
- Budget : 45 millions USD[4]
- Pays de production :  États-Unis,  Canada
- Langues originales : anglais, français, coréen
- Format : couleur (Technicolor) — 35 mm — 2,39:1 / 2,35:1 (Panavision) — son DTS / Dolby Digital / SDDS
- Genre : action, aventure, thriller, horreur, science-fiction
- Durée : 106 minutes ; 97 minutes (en Allemagne)
- Dates de sortie[5] :
  - États-Unis, Canada : 30 janvier 1998[3]
  - France, Suisse romande : 24 juin 1998[6],[7]
  - Belgique : 15 juillet 1998[8]
- Classification[9] :
  - États-Unis : les enfants de moins de 17 ans doivent être accompagnés d'un adulte (R – Restricted)[N 1]
  - Canada (Alberta) : certaines scènes peuvent heurter les enfants - accord parental souhaitable (PG - Parental Guidance)
  - Canada (Colombie-Britannique / Saskatchewan / Nouvelle-Écosse) : les personnes de moins de 18 ans doivent être accompagnées d'un adulte (18A - 18 Accompaniment)
  - Canada (Manitoba / Ontario) : interdit aux moins de 18 ans (R - Restricted)
  - Canada (Québec) : 13 ans et plus (13+ / 13 years and over)
  - France : interdit aux moins de 12 ans[10]
  - Belgique : tous publics (Alle Leeftijden)[8]
  - Suisse romande : interdit aux moins de 12 ans[11]

## Distribution
- Treat Williams (VF : Philippe Vincent ; VQ : Jean-Luc Montminy) : le capitaine John Finnegan
- Famke Janssen (VF : Ivana Coppola ; VQ : Sophie Faucher) : Trillian St. James
- Anthony Heald (VF : Gabriel Le Doze ; VQ : Denis Mercier) : Simon Canton
- Kevin J. O'Connor (VF : Daniel Lafourcade ; VQ : François Sasseville) : Joey « Tooch » Pantucci
- Wes Studi (VF : Sylvain Lemarié ; VQ : Jean-Marie Moncelet) : Hanover
- Derrick O'Connor (VF : Hervé Jolly ; VQ : Aubert Pallascio) : le capitaine Atherton
- Jason Flemyng (VF : Guillaume Orsat) : Mulligan
- Cliff Curtis (VF : Luc Boulad) : Mamooli
- Clifton Powell (VF : Bruno Dubernat ; VQ : François L'Écuyer) : Mason
- Trevor Goddard (VQ : Marc Bellier) : T-Ray Jones
- Djimon Hounsou (VF : José-Philippe Dalmat) : Vivo
- Una Damon (arz) (VF : Véronique Volta ; VQ : Christine Bellier) : Leila
- Clint Curtis (VF : Ludovic Baugin ; VQ : Daniel Lesourd) : Billy

## Production

### Genèse et développement
Stephen Sommers débute l'écriture du script, initialement intitulé Tentacle, au milieu des années 1990 alors qu'il travaille chez Hollywood Pictures. Le rôle principal de John Finnegan devait être tenu par Harrison Ford. Mais ce dernier partira tourner Six jours, sept nuits. Sans tête d'affiche, le budget du film est considérablement revu à la baisse, alors que Treat Williams sera engagé,. Robert Mark Kamen a été engagé pour quelques réécritures.

### Attribution des rôles
Joely Richardson a été envisagée pour le rôle de Trillian St. James. Claire Forlani est finalement choisie avant de finalement quitter la production après trois jours de tournage pour cause de divergences artistiques avec le réalisateur. Le rôle revient alors à Famke Janssen.
Jason Flemyng avait déjà tourné sous la direction du cinéaste dans son adaptation du Livre de la jungle (1994). Kevin J. O'Connor, quant à lui, tournera de nouveau avec Sommers dans La Momie (1999), ainsi que dans Van Helsing (2004) et G.I. Joe (2009).

### Tournage
Le tournage a lieu en Colombie-Britannique (Vancouver, Burnaby notamment The Bridge Studios) et en Californie (Malibu).
Les effets spéciaux numériques sont réalisés par Industrial Light and Magic alors que Rob Bottin développe du maquillage et des effets spéciaux classiques.

### Bande originale
Stephen Sommers avait tout d'abord pensé à Alan Silvestri pour composer la bande originale, mais ce dernier était indisponible à ce moment-là. C'est finalement Jerry Goldsmith qui est engagé. Sa composition Underwater Grave sera samplée par le rappeur Nas pour son titre You Won't See Me Tonight (1999).
On peut également entendre dans le film des chansons non originales :
- Lady Luck, interprété par The Brian Setzer Orchestra
- Garota de Ipanema, interprété par Walter Wanderley
- Amano-Naru-Tatsuo Dai-Kagura, interprété par Yakudo
- Shudan, interprété par Yakudo
- Fujin, interprété par Yakudo

## Accueil

### Accueil critique
Le film reçoit dans la presse des critiques globalement négatives. Sur le site d'agrégation de critiques Rotten Tomatoes, il n'obtient que 36% d'avis favorables, pour 36 critiques et une note moyenne de 4,3⁄10. Le consensus suivant résumé les avis collectés : « Ses aperçus éphémères du chaos des créatures sont certainement amusants, mais Deep Rising s'inspire de bien trop de meilleurs films pour être autonome ».
Le film fait partie des films détestés par le célèbre critique américain Roger Ebert. Il déclare à propos du film :

« C'est déroutant, combien d'argent et d'efforts sont nécessaires à la réalisation d'un tel film, et combien peu de réflexion. Cela représente des mois de travail acharné - pour quoi faire ? Le film est essentiellement un clone d'Alien avec une peinture fraîche. Vous savez que quelque chose ne va pas lorsqu'un redoutable tentacule surgit de l'eau et ouvre sa bouche, et il y a beaucoup de petits tentacules à l'intérieur avec leurs propres bouches laides, toutes remplies de vilaines dents, et tout ce que vous pouvez penser c'est : “J'ai été là, j'ai vu ça”. »

### Box-office
Produit pour un budget d'environ 45 millions USD, le film n'en récolte que 11 203 026 USD en Amérique du Nord. En France, il n'attire guère plus que 320 672 entrées.
En 2009, le réalisateur Stephen Sommers déclare en interview « Il était distribué par Disney, et le studio n’a pas su comment le présenter au public. La publicité autour du film a été quasi-inexistante. C’est assez difficile de lancer un film de monstre avec l’estampille Disney. ». Le film deviendra finalement culte au fil du temps. Stephen Sommers déclarera : « Il n'a pas généré beaucoup de chiffre d'affaires, mais il a un public très fervent,, ».

## Nominations
- International Film Music Critics Award (IFMCA) 1998 : meilleure musique originale pour un film d'horreur / thriller pour Jerry Goldsmith
- Academy of Science Fiction, Fantasy and Horror Films - Saturn Awards 2019 : meilleure sortie de film classique en DVD/Blu-Ray

## Éditions en vidéo
- En France, le film Un cri dans l'océan est sorti en DVD le 7 août 2002[23] et en VOD le 1er septembre 2020[6].
- Au Québec, le film est sorti en DVD / Blu-ray le 13 août 1998[3].

## Autour du film

### Projet de suite
La fin du film pouvait présager d'une suite mais il n'en fut jamais question. Néanmoins, on apprend dans une interview de Stephen Sommers qu'il souhaitait faire une suite mais que la sortie de la série Lost : Les Disparus qui débute de la même manière a gâché son plan : « Je songeais [...] à une suite… jusqu’à ce que je découvre le premier épisode de la série Lost, qui commence exactement comme ça ! Je me suis dit : “Oh non, ça y est, c’est fini !” ».

### Clins d’œil
Le nom du personnage Trillian est inspiré de Tricia McMillan, personnage du Guide du voyageur galactique surnommé Trillian. Le patronyme du capitaine Atherton, incarné par Derrick O'Connor, est quant à lui un clin d'œil au directeur de la photographie Howard Atherton.
Le paquebot de luxe Argonautica et la navette Hercule sont nommées ainsi en référence à Jason et les Argonautes, l'un des films préféré de Stephen Sommers.